# Tana Frenchová
Tana Frenchová (* 10. května 1973, Burlington, Vermont, USA) ) je irská spisovatelka psychologických detektivních románů a divadelní herečka.

## Život
Tana Frenchová se narodila ve Spojených státech. Jelikož se zaměstnání jejího otce Davida Frenche týkalo rozvojových zemí, rodina žila v různých státech, kromě Irska také například v Itálii, Spojených státech a Malawi. Frenchová studovala herectví na Trinity College v Dublinu, od 90. let 20. století v Dublinu žije. Je vdaná a má dvě dcery.

## Dílo
Již první román Frenchové, psychologický detektivní příběh ze současného Irska nazvaný V lesích, se stal bestsellerem a obdržel cenu Edgara Allana Poea za nejlepší prvotinu roku 2008. Další romány jsou stejného žánru a jsou volně propojeny některými postavami z dublinského oddělení vražd. Každý román má jiného vypravěče, jeho postava se přitom objevuje v románu předcházejícím. Výjimku představují samostatně stojící romány Temná zahrada a Slídil.
V češtině vydává romány Frenchové nakladatelství Argo, a to zpravidla v překladu Petra Pálenského, román Temná zahrada přeložila Petra Pechalová, Slídila a Lovce Jitka Jeníková.
- V lesích (In the Woods, 2007, česky 2010)
- Podoba (The Likeness, 2008, česky 2011)
- Na Věrnosti (Faithful Place, 2010, česky 2012)
- Ztracený přístav (Broken Harbour, 2012, česky 2013)
- Místo pro tajnosti (The Secret Place, 2014, česky 2015)
- Vetřelec (The Tresspaser, 2016, česky 2017)
- Temná zahrada (The Wych Elm, 2018, česky 2019)
- Slídil (The Searcher, 2020, česky 2022)
- Lovec (The Hunter, 2024, česky 2025)

## Adaptace
Roku 2019 odvysílaly televizní stanice BBC a RTÉ v premiéře 8dílný seriál Dublin Murders, připravený podle románů V lesích a Podoba. Seriál se natáčel od roku 2018 v Belfastu a v Dublinu.